# 톨라블 데이빗
톨라블 데이빗(Tol'able David)은 미국에서 제작된 헨리 킹 감독의 1921년 영화이다. 리처드 바델메스 등이 주연으로 출연하였고 헨리 킹 등이 제작에 참여하였다.
이 영화는 문화적, 역사적, 미적 중요성으로 인해 미국 의회도서관에 의해 미국 국립영화등기부의 보존물로 선정되었다.

## 출연

### 주연
- 리처드 바델메스
- 글래디스 휴렛

### 조연
- 어니스트 토렌스
- 워너 리치몬드
- Henry Hallam
- 라시

## 제작진
- 원작자: Joseph Hergesheimer